# عزلة حضر (صنعاء)

تعديل مصدري - تعديل

عزلة حضر هي إحدى عزل مديرية جحانة في محافظة صنعاء اليمنية ويبلغ تعداد سكانها 9017 نسمة حسب التعداد السكاني في اليمن لعام 2004.

## روابط خارجية
- الجهاز المركزي للإحصاء بالجمهورية اليمنية
- المركز الوطني للمعلومات باليمن
- World Gazetteer:Yemen
- الدليل الشامل